# حمیت ارسلان
حمیت ارسلان (ترکی استانبولی: Hamit Arslan؛ ۱۸۹۴ – نامشخص) بازیکن فوتبال اهل ترکیه بود.
از باشگاه‌هایی که در آن بازی کرده‌است می‌توان به باشگاه فوتبال آلتای اسپور اشاره کرد.
وی همچنین در تیم ملی فوتبال ترکیه بازی کرده‌است.